# دی‌متیل سولفید
دی‌متیل سولفید (به انگلیسی: Dimethyl sulfide) یک ترکیب شیمیایی با شناسه پاب‌کم ۱۰۶۸ است. شکل ظاهری این ترکیب، مایع بی‌رنگ است.
دی متیل سولفید یک متیل سولفید است که در آن اتم گوگرد با دو گروه متیل پیوند دارد. این ماده به طور طبیعی توسط برخی جلبک های دریایی تولید می شود. دی متیل سولفید نوعی ترکیب شیمیایی آلی با گوگرد است که بوی نامطبوع دارد. این ماده در اثر تجزیه دی متیل سولفونیوپروپیونات است و همچنین توسط متابولیسم باکتریایی متان تیول تولید می شود. این ماده بی رنگ(شکل گازی) و بی رنگ متمایل به رنگ کاه(شکل مایع) بوده و بوی نامطلوبی مانند بوی ترب وحشی یا کاهوی گندیده دارد. میانگین مقدار آستانه بو که توسط تست حسی برای دی متیل سولفید تعیین شده 063/0 ppm است. برخی منابع مقدار آستانه بویایی دی متیل سولفید را ppb 20 تا 1(به طور میانگین ppb 11) گزارش کرده است.  در صورت استنشاق باعث سرفه کردن، حالت تهوع، گلو درد، ضعف عمومی بدن می شود. 
تولید و استفاده دی متیل سولفیدها به عنوان حلال ، مواد اولیه در فرآیندهای تولید شیمیایی ، تشکیل به عنوان محصولات فرعی در بسیاری از فرایندهای صنعتی منجر به انتشار آن به محیط می شود. تولید گسترده آن از منابع بیولوژیکی مانند جلبک دریایی ، گیاهان و بخشی از گاز طبیعی فرآوری نشده منجر به انتشار مستقیم آن به محیط میشود. در صورت انتشار در هوا ، فشار بخار 502 میلی متر جیوه در دمای 25 درجه سانتیگراد نشان میدهد که دی متیل سولفید فقط به عنوان بخار در جو وجود خواهد داشت. فاز بخار دی متیل سولفید با واکنش با رادیکالهای هیدروکسیل فتوشیمیایی تولید شده در جو تخریب میشود. نیمه عمر این واکنش در هوا 3 روز تخمین زده می شود. این ماده قابلیت تجزیه بیولوژیکی دارد. در صورت آزاد شدن در آب، انتظار نمی رود که دی متیل سولفید جذب مواد جامد معلق و رسوبات شود. پتانسیل تجمع زیستی در موجودات آبزی كم است. قرار گرفتن در معرض شغل در معرض دی متیل سولفید ممکن است از طریق استنشاق و تماس پوستی با این ترکیب در مکانهای کاری که دی متیل سولفید تولید یا استفاده می شود رخ دهد. داده های تحقیقات نشان می دهد که جمعیت عمومی ممکن است از طریق استنشاق هوای محیط ، مصرف مواد غذایی و تماس پوستی با این ترکیب در آب و فاضلاب آلوده در معرض دی متیل سولفید قرار بگیرند.